# Notozomus daviesae
Espèce
Notozomus daviesae est une espèce de schizomides de la famille des Hubbardiidae.

## Distribution
Cette espèce est endémique du Queensland en Australie,. Elle se rencontre sur le mont Finlay.

## Description
Le mâle holotype mesure 4,03 mm.

## Étymologie
Cette espèce est nommée en l'honneur de Valerie Todd Davies.

## Publication originale
- Harvey, 1992 : The Schizomida (Chelicerata) of Australia. Invertebrate Taxonomy, vol. 6, no 1, p. 77-129.